# Megacepon choprai
Megacepon choprai là một loài chân đều trong họ Bopyridae. Loài này được George miêu tả khoa học năm 1947.